# Napoleón Gómez Sada
Napoleón Gómez Sada (Cadereyta Jiménez, Nuevo León, 22 de mayo de 1914-11 de octubre de 2001) fue un líder sindical y político mexicano, miembro del Partido Revolucionario Institucional (PRI). Fue líder del Sindicato Nacional de Trabajadores Mineros y Metalúrgicos de la República Mexicana desde 1960 hasta 2000.

## Biografía
Realizó estudios hasta el nivel de secundaria. Ingresó como trabajador en Metalúrgica Peñoles S. A., integrándose en el Sindicato Nacional de Trabajadores Mineros y Metalúrgicos de la República Mexicana. Comenzó a escalar posiciones en el sindicato, llegando a ser secretario general de la Sección 64 de 1950 a 1960 y secretario general suplente del comité nacional de 1958 a 1959. En 1960 fue elegido secretario general y se reeligió sucesivamente cada seis años hasta 2000 que debido a su estado de salud fue sucedido por su hijo Napoleón Gómez Urrutia en el carácter inicial de secretario general suplente, y en medio de una controversia legal sobre si reunía los requisitos legales para el cargo.
Fue miembro desde 1934 del entonces Partido Nacional Revolucionario, antecesor del PRI. Fue regidor del ayuntamiento de Monterrey de 1952 a 1954 que presidió Alfredo Garza Ríos y luego senador suplente por Nuevo León de 1958 a 1964, siendo propietario Ángel Santos Cervantes. En 1964 fue elegido senador propietario en segunda fórmula por Nuevo León para el periodo de dicho año a 1970 y que correspondieron a las Legislaturas XLVI y XLVII. Ocupaba este cargo cuando el 22 de octubre de 1969 acudió a la reunión en que el entonces presidente Gustavo Díaz Ordaz anunció ante él y otros dirigentes del PRI que el candidato presidencial del PRI para las elecciones de 1970 sería Luis Echeverría Álvarez; aunque en dicha reunión Gómez Sada habría manifestado su simpatía por Alfonso Corona del Rosal.
Fue por segunda vez senador por Nuevo León, en esta ocasión en primera fórmula, para las Legislaturas L y LI de 1976 a 1982; y finalmente, diputado federal por representación proporcional a la LIV Legislatura de 1988 a 1991. Falleció el 11 de octubre de 2001.